# Епархия Коле
Епархия Коле (лат. Dioecesis Kolensis) — епархия Римско-Католической Церкви с центром в городе Коле, Демократическая Республика Конго. Епархия Коле входит в митрополию Кананги.

## История
14 июня 1951 года Святой Престол учредил апостольскую префектуру Коле, выделив её из апостольского викариата Леопольдвиля (ныне — архиепархия Киншасы).
10 ноября 1959 года апостольская префектура Коле была преобразована в епархию буллой Cum parvulum Римского Папы Иоанн XXIII.

## Ординарии епархии
- епископ Victor Van Beurden (1951 — 1980);
- епископ Louis Nkinga Bondala (1980 — 1996);
- епископ Stanislas Lukumwena Lumbala (1998 — по настоящее время).